# Sân vận động Diego Armando Maradona (Napoli)
Sân vận động Diego Armando Maradona (tiếng Ý: Stadio Diego Armando Maradona), trước đây có tên gọi là Sân vận động San Paolo, là một sân vận động ở vùng ngoại ô Fuorigrotta của phía tây Napoli, Ý. Đây là sân vận động bóng đá lớn thứ ba ở Ý, sau San Siro ở Milano và Sân vận động Olimpico ở Roma, và là sân vận động lớn nhất chỉ sử dụng bởi một đội bóng đá. Tại Thế vận hội Mùa hè 1960 ở Roma, sân vận động đã tổ chức các trận đấu môn bóng đá. Sân hiện được sử dụng chủ yếu cho các trận đấu bóng đá. Đây là sân nhà của S.S.C. Napoli. Được xây dựng vào năm 1959, sân đã được cải tạo toàn diện vào năm 1989 cho World Cup 1990 và một lần nữa vào năm 2018. Sân vận động hiện có sức chứa 54.726 khán giả.
Sân vận động được biết đến rộng rãi vì đã tổ chức trận bán kết World Cup 1990 giữa Ý và Argentina. Siêu sao người Argentina Diego Maradona, người đã chơi cho đội bóng của Napoli ở giải hạng nhất Ý và là người hùng đối với những cổ động viên của họ, yêu cầu người hâm mộ Napoli cổ vũ cho Argentina. Cổ động viên Napoli đáp lại bằng cách treo một lá cờ khổng lồ ở khu khán đài cong của sân vận động nói rằng "Maradona, Napoli yêu anh, nhưng Ý là quê hương của chúng tôi".  Maradona sau đó nói rằng  ông đã cảm động rằng Napoli là sân vận động duy nhất trong kỳ World Cup đó mà quốc ca Argentina không bị chế giễu. Trận đấu kết thúc với tỷ số 1–1 sau hiệp phụ. Loạt sút luân lưu được diễn ra, với việc Maradona ghi bàn thắng quyết định cho Argentina.

## Đổi tên
Sau sự ra đi của cựu cầu thủ Napoli Diego Maradona vào ngày 25 tháng 11 năm 2020, thị trưởng thành phố Luigi de Magistris đề xuất việc đổi tên sân vận động thành "Stadio Diego Armando Maradona" (Sân vận động Diego Armando Maradona), và vào ngày 4 tháng 12 năm 2020, đề xuất được thông qua bởi Hội đồng Thành phố.